# حاي الحاي
الشيخ حاي الحاي  (1952-) رجل دين كويتي داعية وخطيب ومتخصص في الحديث النبوي.

## عن حياته
الشيخ حاي بن سالم الحاي ويكنى بأبي عمر من مواليد دولة الكويت ، وهو من عائلة الحاي من نجد من بني تميم ، ويعتبر من المتخصصين في علم الحديث ويعمل حاليا إماما وخطيبا بوزارة الأوقاف والشئون الإسلامية بدولة الكويت

## شيوخه
1. محمد ناصر الدين الألباني وقد التقى به عام 1976 م.
2. محمد بن عثيمين.
3. عبد العزيز بن باز.

## مؤلفاته
1. القول الأحمد في صفات أمة محمد.
2. الرد على الأشاعرة.
3. إسعاف الملهوف في حكم صلاة الكسوف.
4. صفة الصراط

## اهتماماته
مهتم بعلم الحديث وفي الرد على مخالفي منهج أهل السنة والجماعة من أشاعرة، وصوفية، وشيعة وغيرهم. كما أنه مهتم بالرد على البدع والمبتدعين في الدين.